# 姚泰源事件
姚泰源事件是指2012年1月28日，中華民國海軍左營後勤支援指揮部港務隊一兵姚泰源死亡的爭議性事件。是中華民國國軍軍中人權事件。

## 事件經過
2012年1月28日凌晨三時三十分，20歲的一兵姚泰源從港勤艇前往換哨途中失蹤。等待接哨的士兵一直不見他出現，後來在碼頭邊發現一頂軍帽，姚泰源疑似落海。海軍官兵動員搜尋後，在碼頭邊海軍拖船「YTB-48」旁發現姚泰源（姚為該拖船之勤務兵），搶救上岸後送至國軍高雄總醫院，但當日晚間7時30分宣告不治。
軍警現場勘驗，研判姚可能原在拖船睡覺，起床後要上岸接哨時，因走捷徑上岸不慎落海，身體擦撞碼頭設施才出現傷痕。海軍表示，姚泰源在部隊表現良好，無管教問題。

## 驗屍報告
軍事檢察官相驗後，發現姚泰源後腦、背部都有多處傷痕，家屬質疑被人推下海，但軍警初步研判姚泰源意外落水，導致頭部受創溺斃。

## 疑點
- 海軍稱姚泰源於執行衛兵勤務時不慎落海，但海軍官兵在十二分鐘內即撈起姚送醫。姚母陳淑娟2013年8月3日晚間參加白衫軍晚會時發言表示，家屬因諸多疑點而不願接受軍方「意外死亡」的調查結果，自行持國軍高雄總醫院病歷內容請教其他法醫，得到的答覆卻是姚的狀況「就算落水三十分鐘都救得回來，更何況只有十二分鐘」。陳淑娟批評，不管家屬提供多少證據、疑點給軍檢，證據都會統統被湮滅掉，疑點都不會得到釐清，軍檢只會替軍方辯護。

- 雖然海軍認定姚泰源是意外落水，但軍檢相驗時姚身上有多處傷痕，包括後腦、背部。且姚留在岸邊的舊軍帽是學長的，家屬質疑被人推下海[1]。